# Dominique Gaigne
Dominique Gaigne, nacido el 3 de julio de 1961 en Pacé, fue un ciclista francés. Estuvo activo de forma profesional entre 1983 y 1989. Sus mayores éxitos deportivos los logró en 1983, cuando obtuvo sendas victorias de etapa en el Tour de Francia y en la Vuelta a España.

## Palmarés
| 1983 - 1 etapa en el Tour de Francia - 1 etapa en la Vuelta a España 1985 - 2 etapas del Étoile des Espoirs | 1986 - Tour de Limousin 1989 - Binche-Tournai-Binche |

## Resultados en Grandes Vueltas y Campeonato del Mundo
| Carrera         | 1983 | 1984  | 1985  | 1986 | 1987 | 1988 | 1989 |
| --------------- | ---- | ----- | ----- | ---- | ---- | ---- | ---- |
| Giro de Italia  | -    | 83.º  | -     | -    | -    | Ab.  | -    |
| Tour de Francia | 65.º | 121.º | 116.º | 85.º | -    | -    | -    |
| Vuelta a España | Ab.  | -     | -     | -    | -    | -    | 82.º |
| Mundial en Ruta | -    | -     | -     | -    | -    | -    | -    |